# Яшково (Медведевський район)
Я́шково (рос. Яшково, марій. Пелыждӱр) — присілок у складі Медведевського району Марій Ел, Росія. Входить до складу Шойбулацьке сільського поселення.

## Населення
Населення — 54 особи (2010; 53 у 2002).
Національний склад (станом на 2002 рік):
- лучні марійці — 81 %